# TV4 Sport
TV4 Sport ist ein privater, kostenloser, schwedischer Sportkanal. Der Kanal wird vom schwedischen Privatsender TV4 Group ausgestrahlt und zeigt Sport und Spielsendungen, aber auch Realitysendungen und Dokumentarfilme.
TV4 Sport besitzt die Medienrechte für die UEFA Europa League in Schweden für die Periode von 2012 bis 2015. Außerdem sicherte sich die TV4 Group die Medienrechte der Schwedischen Fußballliga für 2016 bis 2019 um einige Spiele auf TV4 Sport zu senden.

## Geschichte
Der Kanal wurde am 17. März 2005 von der Zeitung Expressen gestartet unter dem Namen Sport Expressen betrieben. Ein Jahr später erwarb die TV4 Gruppe Aktienanteile und wurde zum Mehrheitsaktionär. Der Kanal wurde umbenannt in TV4 Sport und am 1. September 2007 relauncht. Er ersetzte Eurosport im analogen Angebot von Com Hem.